# Chittagong (stad)
Chittagong (চট্টগ্রাম Chaṭṭagrām) is de tweede stad van Bangladesh en een belangrijke havenstad. De stad is zowel de hoofdstad van de divisie Chittagong als van het district Chittagong. De stad zelf telt ongeveer 2.000.000 inwoners, de metropool Chittagong ongeveer 3,8 miljoen.
Het is een enorm snel groeiende stad aan de golf van Bengalen, met een spoorlijn naar het noorden.
Richting het zuiden worden de verbindingen moeilijker. Er zijn wel veerdiensten met Cox's Bazar, Teknaf, en Sittwe, hetgeen de eerstvolgende grote stad is in Myanmar.
Chittagong is internationaal gezien een van de belangrijkste plaatsen waar afgeschreven schepen gesloopt worden.

## Geboren
- Muhammad Yunus (1940), econoom, bankier en Nobelprijswinnaar (2006)